# Bertha Hausner
Bertha Hausner (geboren 21. März 1869 in Olmütz, Österreich-Ungarn; gestorben 4. März 1932 in Berlin) war eine österreichische Schauspielerin.

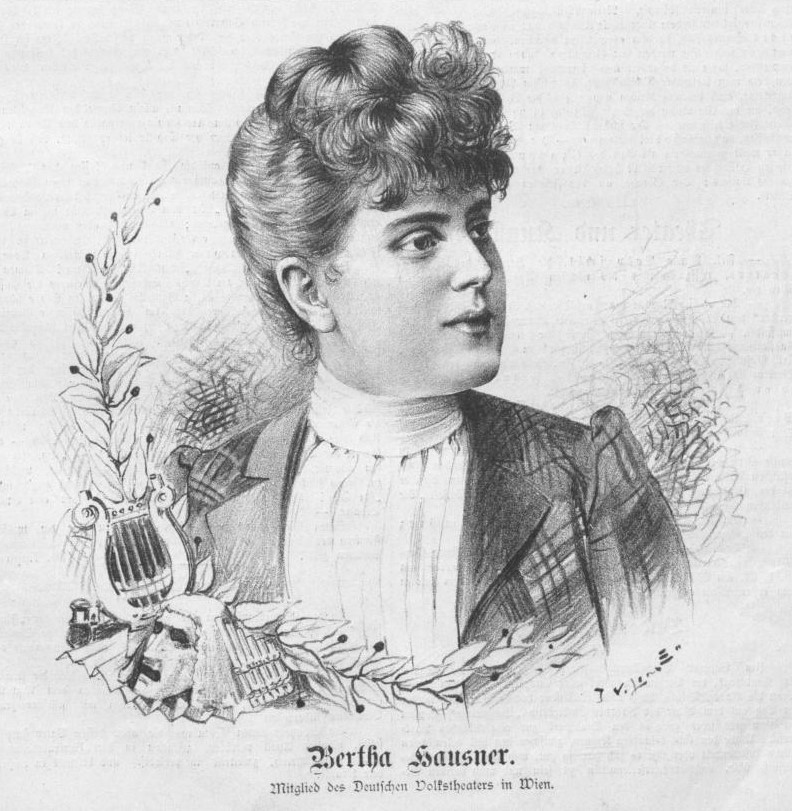
Bertha Hausner (1890)

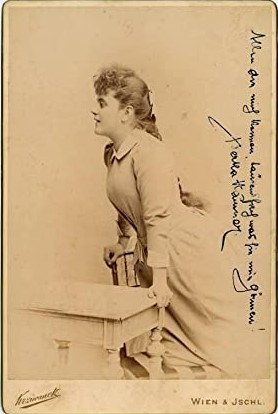
Rudolf Krziwanek: Bertha Hausner

## Leben
Bertha Hausner ging mit 15 Jahren an die Bühne in Olmütz. In Wien debütierte sie am Carltheater und war dann am Stadttheater Bremen engagiert. Sie wurde Mitglied der Grazer Bühne und hatte 1887 ein Gastspiel am k.k. Hofburgtheater. Von 1887 bis 1890 war sie Mitglied des Deutschen Theaters in Berlin, danach am Deutschen Volkstheater Wien. Ab 1895 war sie als Hofschauspielerin am Hoftheater in Berlin engagiert und empfahl sich für die Rolle der „jugendlich-munteren Naiven“.

## Schriften
- Hausner, Bertha, in: Richard Wrede, Hans von Reinfels: Das geistige Berlin. Eine Enzyklopädie des geistigen Lebens Berlins. Band 1. Berlin: Storm, 1897, S. 176f. (Autobiographischer Lexikonartikel)